# کویلت
کویلت ([kwɪˈlɛt]) (به فرانسوی: Quillette) یک مجله آنلاین است که توسط روزنامه‌نگار استرالیایی کلیر لمن تأسیس شده است. این مجله در درجه اول بر علم، فناوری، اخبار، فرهنگ و سیاست تمرکز دارد.
کویلت در سال ۲۰۱۵ برای پرداختن به موضوعات علمی ایجاد شد، اما تمرکز خود را به پوشش دادن به موضوعات سیاسی و فرهنگی مربوط به آزادی بیان و سیاست‌های هویتی به عنوان گرایش آزادیخواهانه، اختصاص داده است، که «پاسخ بسیار تأثیرگذاری به مجله جناح راست اسلیت» توصیف شده است.

## تاریخچه
کویلت در اکتبر ۲۰۱۵ توسط کلیر لمن در سیدنی استرالیا تأسیس شد.
این نام از کلمه فرانسوی "quillette" گرفته شده است و به معنای قلمه است و به گونه‌ای که کاشته شده و ریشه می‌دواند-گفته می‌شود، در اینجا به عنوان استعاره‌ای برای مقاله استفاده شده است. لمن اظهار داشت که کویلت با هدف «راه اندازی فضایی که بتوانیم ارتدوکس بی‌محتوا را نقد کنیم» ایجاد شد - فرضیه‌ای از رشد انسانی است که رشد افراد را محصول پرورش می‌داند، نه طبیعت - اما «مردم به‌طور طبیعی جنبه‌های دیگر آن را که ارتدوکس چپ می‌دانند، نقد می‌کنند».

## نظرات
در یک مقاله آنلاین، نویسنده گیبی دل واله، کویلت را در طبقه‌بندی یک «گرایش آزادیخواهانه»، «محور دانشگاهی» و «مرکزی برای تفکر عقب مانده» ارزیابی می‌کند. در روزنامه سیاتل به نام استرنجر، کتی هرتزوگ می‌نویسد که "از طرف استیون پینکر و ریچارد داوکینز" مورد تحسین قرار گرفته است، و اضافه می‌کند که "بیشتر مشارکت کنندگان این مجله دانشگاهی هستند، اما این سایت بیشتر شبیه یک بخش نظرات خوب تحقیق شده است تا یک مجله دانشگاهی".در یک مقاله نظری در یو‌اس‌ای تودی، کتی یانگ، ستون نویس، کویلت را "متمایل به آزادیخواه" توصیف می کند. مقاله ای در وایس کویلت را یک "مجله آزادیخواه" توصیف کرد.
پولیتیکو و فاکس گزارش دادند که کویلت با "وب تاریک فکری" مرتبط است، اصطلاحی که به گفته پولیتیکو، برای توصیف "گروهی از دانشگاهیان، روزنامه‌نگاران و کارآفرینان فناوری که خود را در مقابل جناح چپ می‌پندارند استفاده می‌شود. -سیاست متمایل به دانشگاه و رسانه." باری وایس در نوشتن برای نیویورک تایمز از کلر لمان به عنوان چهره ای در "وب تاریک فکری" یاد کرد.
جیسون ویلسون در نوشته‌ای برای گاردین، کویلت را به عنوان وب سایتی که در مورد جنگ ادعایی بر سر آزادی بیان در دانشگاه وسواس دارد «توصیف کرده است». آرون هانلون نیز در مقاله‌ای در واشینگتن پست، کویلت را مجله‌ای توصیف کرده که در برابر شرارت‌های «نظریه انتقادی» و پست مدرنیسم وسواس دارد.
اندرو سالیوان ستون نویس مجله نیویورک در مقاله‌ای، کویلت را در سال ۲۰۱۸ «هترودکس» توصیف کرد.
در قطعه‌ای، دانیل انگبر پیشنهاد کرد  از آنجا که خروجی‌های این قطعه «عالی و جالب» است، اما داستان متوسط کویلت «دگماتیک، تکراری و خسته‌کننده است». او نوشت «حتی آسیب‌های کوچکی که از طریق تفکر گروهی وارد می‌شود - به عنوان مثال، پروژه‌های تئاتر متوقف شده، فروش کتاب‌ها، توییت‌های محکوم‌کننده، همه به‌عنوان «مصائب جدی» توصیف می‌شوند، و استدلال کرد نویسندگان مختلف در کویلت درگیر همان ذهنیت قربانی هستند که سعی در نقد کردن دارند. در مقاله‌ای که در دیلی بیست درج شد نویسنده آن الکس لئو، کویلت را به عنوان «سایتی که خود را از نظر فکری متضاد تصور می‌کند، اما بیشتر نکات صحبت‌های راست‌گرا را منتشر می‌کند توصیف کرد که آنجه سیاست‌های نارضایتی است را منتشر می‌کند.»